# Тереня
Тереня (пол. Terenia) — село в Польщі, у гміні Брвінув Прушковського повіту Мазовецького воєводства.
Населення — 58 осіб (2011).
У 1975-1998 роках село належало до Варшавського воєводства.

## Демографія
Демографічна структура станом на 31 березня 2011 року:
|          | Загалом | Допрацездатний вік | Працездатний вік | Постпрацездатний вік |
| -------- | ------- | ------------------ | ---------------- | -------------------- |
| Чоловіки | 33      | 11                 | 20               | 2                    |
| Жінки    | 25      | 5                  | 15               | 5                    |
| Разом    | 58      | 16                 | 35               | 7                    |